# جون كوين (محامي)
جون كوين (بالإنجليزية: John Quinn)‏ هو محامي أمريكي، ولد في 14 أبريل 1870 في تيفين في الولايات المتحدة، وتوفي في 28 يوليو 1924 في فوستوريا في الولايات المتحدة بسبب سرطان الكبد.